# Tamesna (région)
Pour les articles homonymes, voir Tamesna.

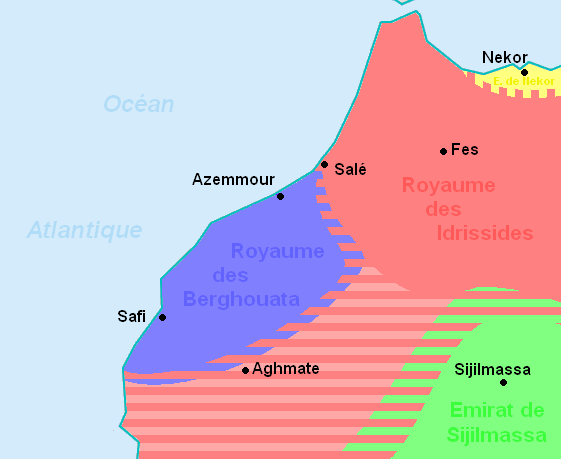
Territoires des Berghouata (Tamesna) en bleu

La Tamesna est une région historique située au Maroc actuel, entre les oueds Bouregreg et Tensift.
La région englobait les Doukkala, les Abda, les Rehamna, les Chaouïa les Zaër et les Sraghna. Elle constituait l'essentiel du territoire des Berghouata entre le VIIIe et le XIe siècle, avant d'être conquise par les Almoravides.

## Sources
1. ↑  S. Lévy, Pour une histoire linguistique du Maroc, dans Peuplement et arabisation au Maghreb occidental: dialectologie et histoire, 1998, pp.11-26  (ISBN 84-86839-85-8).